# Зотов, Михаил Семёнович
Михаил Семёнович Зотов (27 сентября 1915 — 15 сентября 2012) — советский государственный деятель, финансист, банкир. Председатель правления Стройбанка СССР (1973—1988), Промстройбанка СССР (1988—1989). Государственный советник финансовой службы третьего ранга (1950).
Долгие годы работал на руководящих должностях в Госбанке СССР. Разработчик банковской реформы в СССР 1987 года. Принимал участие в подготовке и проведении денежных реформ 1947 и 1961 годов.

## Ранние годы. На службе в Госбанке и Стройбанке
Михаил Семëнович Зотов родился 27 сентября 1915 года в селе Ягодное Ставропольского уезда Самарской губернии. Окончил Куйбышевский планово-экономический институт. В 1935 году направлен на работу в Казахстан, в Кегенский район Алма-Атинской области. С 1938 года — руководитель ревизионного аппарата Правления Госбанка СССР при Казахстанской конторе Государственного банка.
Имея освобождение от службы, с началом Великой Отечественной  войны ушëл на фронт. Служил в 316-й «панфиловской» стрелковой дивизии, а также в других подразделениях. Был тяжело ранен. Награждëн орденами Отечественной войны I и II степени, Красной Звезды, медалями.
После увольнения в запас с 1945 года — заместитель управляющего Московской городской конторой Госбанка. В 1946 году возглавил Управление кассовых операций Госбанка СССР. Вместе с заместителем председателя Совета министров СССР Косыгиным, министром финансов Зверевым, а также председателем правления Госбанка Голевым принимал участие в подготовке и проведении денежной реформы 1947 года.
С 1950 года М.С. Зотов занимал должность управляющего Ленинградской городской конторой Госбанка СССР, одной из крупнейших в стране. В 1954 году оставил эту должность и был переведëн в Москву — заместителем Председателя Правления Госбанка СССР. В этом качестве курировал вопросы денежного оборота. С 1959 года — управляющий новообразованной на то время Российской конторой Госбанка СССР (самостоятельный банк РСФСР с функциями Государственного банка).
В 1973 году М.С. Зотов был назначен председателем правления Стройбанка СССР. После его разделения с января 1988 года — председатель правления Промстройбанка СССР. В 1989 году вышел на пенсию. В дальнейшем был советником руководителей ряда коммерческих банков, в частности — советником председателя правления московского «Темпбанка».

## Идеолог банковской реформы в СССР
С провозглашением курса на экономические реформы в СССР в середине 1980-х годов М.С. Зотов в инициативном порядке взялся за проработку концепции реформы банковской системы страны, которая не могла отвечать введению в экономику рыночных элементов. По итогам экспертной работы сотрудников Стройбанка, проанализировавших опыт построения банковской системы в 15 государствах мира (как западных, так и стран соцблока), в июне 1986 года Зотов направил председателю Совета министров СССР Рыжкову записку, в которой указал на необходимость превращения банков в «активных участников экономического процесса» — посредством придания им материальной заинтерсованности. Для этого по образцу Стройбанка предлагалось создание специализированных отраслевых банков, наделявшихся функциями кредитования и расчëтных центров. Госбанк СССР в этой системе обслуживал «непроизводственную сферу», главным образом торговлю. При этом, по замыслу Зотова, спецбанки оставались учреждениями командной экономики, подчинялись государственным кредитным планам и указаниям Госбанка, а, кроме того, не могли конкурировать между собой.
Предложения Зотова встретили резкую критику со стороны Министерства финансов СССР, Госбанка и Госплана, научного сообщества в сфере банковского права. Министр финансов Гостев оценил реформу как слабо подготовленную в научном плане, не проверенную на практике. Однако реформа нашла поддержку Рыжкова, и её основные положения были закреплены Постановлением СМ СССР N 821 «О совершенствовании системы банков» (1987). В ходе реформы были образованы Промстройбанк, Агропромбанк, Жилсоцбанк, вводилась очередность платежей, методы кредитования и расчëта упрощались. Не было, однако, официально поддержано предложение М.С. Зотова о создании сети «инициативных банков», кредитующих предприятия народного потребления и садово-огороднические кооперативы.
Имплементация «зотовской» реформы вызвала дезорганизацию банковской системы, повлекла перебои в расчëтах, значительные расходы на формирование сети обслуживания, а также конкуренцию между отраслевыми банками за клиентуру. По оценке Г.И. Ханина, в 1988—1989 годах она внесла «немалый вклад» в дезорганизацию экономики и денежного обращения в Советском Союзе.

## Депутатская деятельность
М. С. Зотов трижды избирался депутатом Верховного Совета РСФСР и дважды — депутатом Ленсовета. Был делегатом съездов КПСС. Принимал участие в работе практически всех съездов Ассоциации российских банков (АРБ).

## Печатные труды
Михаил Зотов — автор научно-экономических трудов, а также собственной книги мемуаров.
- Зотов М. С. Инвестиционный комплекс в условиях интенсификации советской экономики. — М.: Знание, 1986. — 80 с.
- Зотов М. С. Я — банкир. От Сталина до Путина. — М.: РУСАКИ, 2004. — 472 с. — ISBN 5-93347-120-8.
- Зотов М.С. Люди и годы, власть и деньги. Государство и деньги. М.С. Зотов - М.: Древлехранилище, 2014. - 260 с., илл. ISBN 978-5-93646-229-0

## Награды
- два ордена Ленина
- орден Отечественной войны I степени
- орден Отечественной войны II степени
- орден Красной Звезды
- орден Октябрьской Революции
- два ордена Трудового Красного Знамени
- орден «Знак Почета»
- орден маршала Г. К. Жукова «За дело и верность»
- орден Александра Невского
- медали:
  - «За победу над Германией»
  - «За оборону Москвы»
  - «За освобождение Беларуси»
  - другие.